# Abraxas (álbum)
Abraxas é o segundo álbum de estúdio da banda americana Santana, lançado em setembro de 1970. O álbum já conta com os elementos de música latino-americana misturados ao rock, blues e jazz, uma fusão que se tornariam a marca registrada da banda.
Assim como seu antecessor, figurou na lista dos 500 melhores álbuns de todos os tempos da revista Rolling Stone, aparecendo em 250º lugar. Também chegou à 7ª colocação nas paradas britânicas.
Em 1998, a Sony lançou uma versão remasterizada, com três faixas inéditas e ao vivo, gravadas no Royal Albert Hall em 18 de abril de 1970. Uma outra versão remasterizada também foi lançada no Japão no mesmo ano pela SME, afiliada da Sony Music, como um Super Audio CD, contendo as mesmas faixas bônus.
A gravadora Mobile Fidelity Sound Lab também lançou uma versão remasterizada em 2008, parte da Ultradisc II (24K) Gold CD & LP.
A capa do álbum tem o quadro de 1961 Annunciation, por Mati Klarwein.

## Lista de faixas
| N.º | Título                          | Música                             | Duração |  |
| 1.  | "Singing Winds, Crying Beasts"  | Michael Carabello                  | 4:48    |  |
| 2.  | "Black Magic Woman/Gypsy Queen" | Peter Green/Gábor Szabó            | 5:24    |  |
| 3.  | "Oye Como Va"                   | Tito Puente                        | 4:19    |  |
| 4.  | "Incident at Neshabur"          | Alberto Gianquinto, Carlos Santana | 5:02    |  |
| 5.  | "Se a Cabo"                     | José Areas                         | 2:51    |  |
| 6.  | "Mother's Daughter"             | Gregg Rolie                        | 4:28    |  |
| 7.  | "Samba Pa Ti"                   | Santana                            | 4:47    |  |
| 8.  | "Hope You're Feeling Better"    | Rolie                              | 4:07    |  |
| 9.  | "El Nicoya"                     | Areas                              | 1:32    |  |

### Faixas bônus das versões remasterizadas
| N.º | Título                                    | Música                                                         | Duração |  |
| 10. | "Se a Cabo (ao vivo)"                     | Areas                                                          | 3:47    |  |
| 11. | "Toussaint L'Ouverture (ao vivo)"         | Areas, David Brown, Carabello, Rolie, Santana, Michael Shrieve | 4:52    |  |
| 12. | "Black Magic Woman/Gypsy Queen (ao vivo)" | Green/Szabo                                                    | 4:57    |  |

| Críticas profissionais                                                      | Críticas profissionais |
| Avaliações da crítica                                                       | Avaliações da crítica  |
| Fonte                                                                       | Avaliação              |
| --------------------------------------------------------------------------- | ---------------------- |
| allmusic                                                                    | [ 2 ]                  |
| Robert Christgau                                                            | (C+)                   |
| Rolling Stone                                                               | (favorável)            |
| Esta tabela precisa de ser acompanhada por texto em prosa. Consulte o guia. |                        |

## Formação
- Carlos Santana - guitarra, vocais, produção
- Gregg Rolie - teclados, vocais
- David Brown - baixo, engenheiro de som
- Michael Shrieve - bateria
- Mike Carabello - timbales, congas, percussão
- Jose 'Chepito' Areas - percussão, conga, timbales
- Fred Catero – produção
- John Fiore – engenheiro de som
- Alberto Gianquinto – piano
- Mati Klarwein – ilustrações
- Rico Reyes – percussão
- Steven Saphore – tabla
- Robert Venosa – arte, design gráfico